# Désirée Artôt

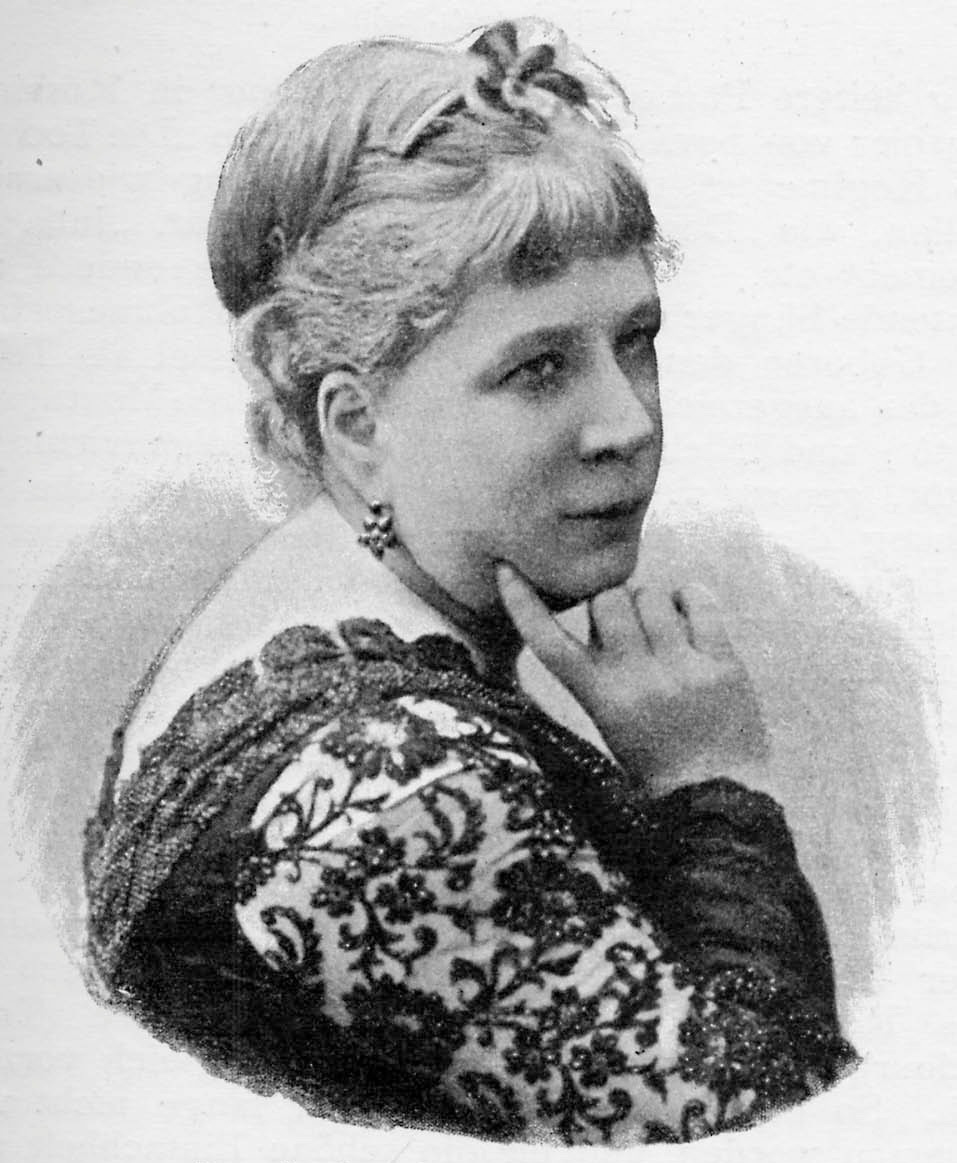
Désirée Artôt en 1895.

Désirée Artôt (tras su matrimonio, también conocida como Désirée Artôt de Padilla o Désirée Artôt-Padilla) fue el nombre artístico de Marguerite-Joséphine-Désirée Montagney (París, 21 de julio de 1835 - Berlín, 3 de abril de 1907), una cantante de ópera belga que se especializó en el repertorio alemán e italiano, casi siempre cantado en alemán. El sobrenombre de Artôt lo tomó a ejemplo de su padre y su tío, dos músicos belgas que lo emplearon en sus actuaciones profesionales. Désirée comenzó su carrera como mezzosoprano y finalmente cantó como soprano.
En 1868 tuvo una breve relación sentimental con Chaikovski, quien aseguró que era la única mujer a la que había amado. El compositor ruso llegó a tener planes de boda con ella y le dedicó Romance para piano, pero Desirée Artôt se casó ese mismo año de 1868 con el barítono Mariano Padilla y Ramos, siete años mayor que ella. Chaikovski citó el nombre cifrado de Désirée Artôt en la obertura-fantasía Romeo y Julieta (1869) y en el Concierto para piano n.º 1  (1875).

## Antecedentes familiares
El padre de Désirée Artôt era Jean Désiré Montagney, un trompa del Teatro Real de la Moneda y profesor en el Conservatorio de Bruselas.  El hermano de Jean y tío de Désirée fue el violinista Alexandre Artôt (1815–1845), cuyo apellido natal era también Montagney, pero que adoptó como sobrenombre artístico el de Artôt, y el resto de la familia le imitó y lo incorporó a su nombre profesional. Otro tío de Désirée fue el pintor de retratos Charles Baugniet (1814–1886).

## Inicios de su carrera artística

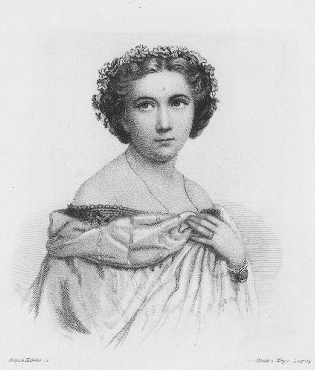
Retrato de Désirée Artôt realizado por August Weger.

Estudió con Pauline Viardot y Francesco Lamperti. Dio conciertos en Bélgica, los Países Bajos y el 19 de junio de 1857 cantó en por primera vez en Inglaterra. Giacomo Meyerbeer quiso que cantara en la Ópera de París, donde debutó el 5 de febrero de 1858 en el papel de Fidès, la protagonista femenina de la ópera de Meyerbeer El profeta, papel que había estrenado su maestra Pauline Viardot y con el que Artôt consiguió gran éxito. También cantó el papel protagonista de la primera ópera de Charles Gounod, Safo, que igualmente había sido estrenado en su día por Viardot. El compositor Hector Berlioz y otros críticos alabaron su voz y su forma de cantar; sin embargo, Artôt abandonó el repertorio francés y continuó su carrera en Italia en 1859, que continuó ese mismo año en Alemania. En este país, inauguró el Teatro Victoria de Berlín con la compañía italiana de Lorini. Tuvo grandes éxitos cantando las óperas El barbero de Sevilla, La Cenerentola e Il trovatore, entre otras.
Artôt cantó en Londres en 1859-60 y regresó en 1863 (cuando actuó en el Her Majesty's Theatre). Interpretó las óperas La hija del regimiento, La traviata y Norma (cantó el papel de Adalgisa, con Thérèse Tietjens en el rol titular). En 1861 tuvo una breve relación con el arpista John Thomas.
Regresó a Londres en 1864 para cantar en el Covent Garden y volvió a Inglaterra dos años después, en 1866, para interpretar la ópera Fausto de Gounod y otros papeles.

## Rusia. Relación con Chaikovski

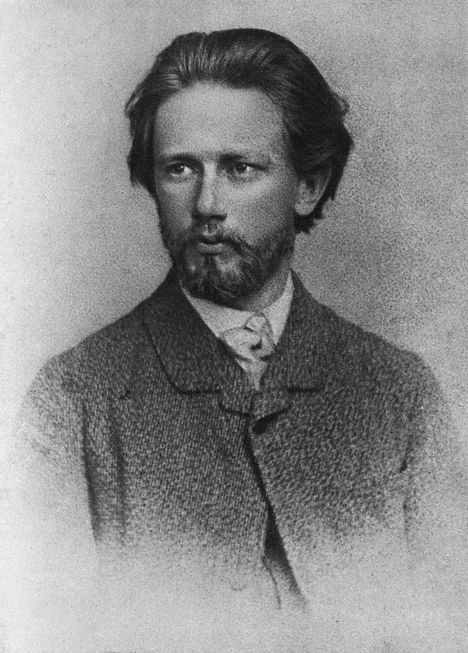
Chaikovski retratado en 1874. Seis años antes había sopesado desposarse con Désirée Artôt.

En 1868 estuvo de gira por Rusia con una compañía italiana en la que también figuraba el tenor Roberto Stagno. Artôt tuvo un éxito enorme en Moscú. En una recepción en el palacio de Mariya Begicheva, la anfitriona se arrodilló ante Artôt y le besó la mano. Mariya Begicheva era la mujer del director del repertorio de los teatros estatales de Moscú y, fruto de un matrimonio anterior, tenía un hijo (Vladímir Shilovski) que pocos años después fue alumno de Chaikovski y quizá su amante.
Désirée Artôt coincidió con Chaikovski en una fiesta organizada por los Begichev en la primavera. El compositor volvió a reunirse con la cantante después de una función benéfica de la ópera de Daniel Auber El dominó negro, para la que Chaikovski había escrito algunos recitativos adicionales. Se reencontraron en una fiesta musical, en la que Artôt expresó su sorpresa por no haberse frecuentado durante el otoño. Chaikovski le prometió visitarla frecuentemente, pero no lo cumplió. Antón Rubinstein le persuadió a Chaikovski para que fuera a ver las actuaciones de Artôt en la ópera. A partir de ese momento ella comenzó a mandarle invitaciones diarias y Chaikovski comenzó a frecuentar a Artôt y a visitarla cada tarde. Chaikovski la describió a su hermano Modest como una mujer poseedora de un exquisito gesto, gracia de movimiento y pose artística.  Chaikovski descuidó la composición de su poema sinfónico Fatum para dedicarle a Artôt  toda su atención. Parece probable que, más que un enamoramiento, lo que sucedió es que Chaikovski quedó fascinado por la poderosa personalidad artística de Artôt como cantante y actriz, a quien dedicó su Romance en fa menor para piano, Op. 5.

### Planes de matrimonio con Chaikovski
A finales de 1868 Chaikovski consideró su matrimonio con Désirée Artôt. Fue una decisión difícil para el compositor, ya que suponía su primer intento serio por superar su homosexualidad. La madre de Artôt, que viajaba junto a la artista, se opuso a este casamiento. Tenía tres razones para ello: los falsos informes sobre la situación económica de Chaikovski que le proporcionó un pretendiente armenio de Désirée (se desconoce su nombre, pero estaba enamorado de la cantante y asistía a todos sus recitales en primera fila) y que la madre, desconocedora de la situación real del compositor, no tenía motivos para no creer; la propia edad de Chaikovski, cinco años menor que Artôt y, finalmente, los rumores sobre los gustos y las prácticas sexuales del compositor. Por su parte, el padre de Chaikovski aprobaba el enlace. La situación era complicada, porque Artôt no estaba dispuesta a abandonar su carrera artística para convertirse en la simple esposa de un compositor principiante y Chaikovski tampoco parecía quere ser el marido de una prima donna, pese a que aseguraba no imaginar la vida sin ella. Algunos amigos de Chaikovski, como Nikolái Rubinstein, le previnieron en contra de la idea de casarse porque consideraban que convertirse en el marido de una celebridad del canto extranjera podría perjudicarle en su carrera como compositor. Finalmente se pospuso la decisión y no se hizo ningún anuncio público de compromiso. Chaikovski y Artôt planearon reencontrarse el verano de 1869 y pasar la estación juntos cerca de París, donde resolverían definitivamente la cuestión de su matrimonio.
Artôt abandonó Rusia junto con el resto de la compañía operística para continuar su gira en Varsovia. A comienzos de 1869 Chaikovski empezó a tener dudas sobre su decisión matrimonial. En una carta a su hermano Anatoli le manifiesta que sus planes empiezan a desmoronarse y que cree que la boda nunca se celebrará.

## Boda con Mariano Padilla. Reacción de Chaikovski y citas cifradas en sus obras
Artôt, sin comunicárselo previamente a Chaikovski (y quizá persuadida por su profesora de canto, Pauline Viardot, quien la desaconsejó casarse con el ruso), se desposó con un cantante de su compañía lírica, el barítono español Mariano Padilla y Ramos. La boda se celebró el 15 de septiembre de 1869, quizá en Sèvres o quizá en Varsovia. Padilla tenía siete años menos que Artôt quien en alguna ocasión se había burlado de él ante Chaikovski. Nikolái Rubinstein recibió un telegrama en el que se le comunicaba este matrimonio y fue a informar a Chaikovski, que estaba en un ensayo de su ópera El voivoda. Cuando escuchó las noticias de Rubinstein, se enfadó, abandonó el ensayo y se fue de allí inmediatamente.

### Concierto para piano n.º 1
Aunque la opinión general es que Chaikovski superó rápidamente su disgusto, también se ha sugerido que el recuerdo de Artôt le acompañó mucho tiempo. Así, cuando compuso, cinco años después de la boda de Artôt con Padilla, su Concierto para piano n.º 1, incluyó en el movimiento lento una canción popular francesa titulada Il faut s’amuser et rire, que pertenecía al repertorio de Artôt. El solo de flauta del primer movimiento también puede tener una alusión cifrada a la cantante. El segundo tema del primer movimiento comienza con las notas re bemol y la (en notación alemana Des y A, respectivamente), que según el musicólogo David Brown aluden a las iniciales de Artôt: Désirée Artôt. El uso de las iniciales en obras musicales era algo frecuente en ciertos compositores admirados por Chaikovski, como Robert Schumann (por ejemplo, en su obra Carnaval). La resolución de la secuencia  re bemol-la en si bemol es, según Brown, determinante para tonalidad de todo el concierto, si bemol menor, muy poco frecuente en conciertos o sinfonías. El famoso tema que abre el primer movimiento está escrito en la tonalidad relativa mayor, re bemol mayor (Des), y después de ser sonar en dos ocasiones, nunca vuelve a aparecer en el resto de la obra (tal vez sea una alusión a la desaparición abrupta de Artôt de la vida de Chaikovski). En el gesto descendente de las trompas puede haber una alusión al padre de Artôt, intérprete y profesor de trompa, o más probablemente al propio compositor, quien usó la secuencia mi-do-si-la como firma propia en otras obras, notas que tocan las trompas en ese pasaje.
Otras alusiones al nombre cifrado de Artôt y del propio Chaikovski se encuentran el poema sinfónico Fatum (cuya partitura destruyó sin revelar su programa, aunque posteriormente se reconstruyó su parte orquestal y se editó póstumamente con el número de opus 77), la Sinfonía n.º 3 y en la fantasía-obertura Romeo y Julieta.

### Fantasía-oberturaRomeo y Julieta
Chaikovski tenía muy presente a Artôt cuando escribió su Fantasía-obertura Romeo y Julieta, y estableció un paralelismo entre su relación con ella y la tragedia de Shakespeare. Mili Balákirev elogió el tema de amor (escrito en re bemol = Des) con palabras irónicas, alusivas a Artôt. La segunda melodía en re bemol es deliciosa… Está llena de ternura y de dulzura amorosa… Cuando la toco, me lo imagino a usted tendido desnudo en el baño, donde la propia Artôt-Padilla le está haciendo un lavado de estómago, con la espuma caliente de un jabón perfumado. Fue precisamente Balákirev quien, en mayo o agosto de 1869, había sugerido a Chaikovski la escritura de una pieza sobre Romeo y Julieta. Chaikovski terminó la primera versión de la obra el 29 de noviembre de 1869, justo dos meses después de la boda de Artôt con Padilla.
En diciembre de 1870, Artôt cantó en Moscú y Chaikovski pudo verla en el papel de Marguerite del Fausto de Gounod. Chaikovski aseguró que las lágrimas habían corrido por sus mejillas escuchándola (si bien es cierto que el compositor lloraba a menudo cuando oía música). Chaikovski y Artôt no se reunieron en esta ocasión.